# تشارلز ميرفي (صحفي)
تشارلز ميرفي (بالإنجليزية: Charles Murphy)‏ هو صحفي أمريكي، ولد في 22 يناير 1868 في ويلمنغتون في الولايات المتحدة، وتوفي في 16 أكتوبر 1931 في شيكاغو في الولايات المتحدة.